# سيدي غيلاس
سيدي غيلاس
بالشلحية إيغيلاسن هي بلدية تقع غرب ولاية تيبازة حولي 45 كلم.يحدها من الشرق بلدية شرشال ومن الغرب بلدية حجرة النص. من الشمال البحر الابيض المتوسط.من الجنوب جبال سيدي سميان وجبال مناصر. بلدية سيدي غيلاس بلدية غنية لطالما عرفت بجمال طبيعتها الخلابة حيث تعرف جبال البلدية بتاوريرث وهي مقصد كل زائر عاشق الورقة البحر واخضرار الأرض كما تعرف بالثروة السمكية والفلاحة.
يعتبر سكان بلدية سيدي غيلاس من الامازيغ الشلوح حيث لا يزال الكثير منهم يتخذ هذه اللغة كلغة أم إلى جانب اللغة العربية.

## طبيعتها
تتميز سيدي غيلاس بمناظرها الخلابة التي تمزج بين زرقة البحر وخضرة الجبال من أجمل شواطئها شاطئ السيدة الرومانية (بالفرنسية: Madame Romaine)‏ الذي سمي نسبة إلى ملكة رومانية كانت تحب البحر وتجلس دوما على هذا الشاطئ للابتعاد عن هموم الدنيا

## التاريخ المدينة
تأسست مدينة سيدي غيلاس عام 1848 من طرف الاستعمار الفرنسي عرفت باسم (novi) نسبة إلى أحد جنرالات آنذاك وتعد من أقدم مدن فرنسية في الجزائر وتحتوي المدينة على بعض المخازن الخمور حاليا التي لم تستغل لحد الآن

## السكان المدينة
تعرف بلدية سيدي غيلاس تزايدا سنويا من ناحية السكان وهذا راجع لموقعها الاستراتيجي ووتوفيرها على المرافق العمومية.
قبل مجيء الاستعمار عرفت البلدية بتعداد السكان المحدود حيث سكنتها بعض العائلات يعدون من الشلوح (الأمازيغ) وهي عائلات اصلية بالمنطقة كعائلة (أزرو يسغي) (تابرقوقت).
أما بعد استعمار تضاعف سكان المدينة بسبب النزوح من جبال تاوريرث والبلديات المجاورة مما جعل تعداد السكان يتراوح إلى حوالي 15 الف نسمة.

## توأمة
لسيدي غيلاس اتفاقيات توأمة مع:
- بني عباس